# Selaginella delicatissima
Selaginella delicatissima là một loài dương xỉ trong họ Selaginellaceae. Loài này được Linden ex A. Braun mô tả khoa học đầu tiên năm 1858.